# Veldticola
Veldticola is een geslacht van vlinders van de familie snuitmotten (Pyralidae).

## Soorten
- V. irrorella Hampson, 1930
- V. macra Hampson, 1930
- V. megista Hampson, 1930
- V. nebulosella Hampson, 1930
- V. persinuella Hampson, 1930
- V. striatella Hampson, 1930